# Вістник для Русинів Австрійської Держави
Вісник для русинів Австрійської держави («Вестникъ для Русиновъ Аустрїскои державы») — урядовий журнал для українців монархії Габсбургів. З липня 1849 до лютого 1850 р. виходив у Львові під назвою «Галицько-Руський Вісник» (ред. М. Устиянович), потім до грудня 1866 року — у Відні (редактори: І. Головацький, Ю. Вислобоцький, Б. Дідицький).
Виходив тричі на тиждень, у вівторок, четвер та суботу. У Львові до 1850 вийшло 16 номерів журналу, потім він видавався у Відні, з 17 лютого 1850 року.
З 1852 року редактором стає Василь Зборовський. У Відні журнал виходив упродовж 16 років, у кількості приблизно 100 номерів на рік. Видання проголошувалося друкованим органом усіх русинів Австрійської імперії, зокрема, закарпатських, буковинських та галицьких русинів. Тут друкувався  О. Духнович, І. Раковський під псевдонімом «Панноніянин».

## Проблематика статей
Основне місце в журналі було надано урядовим наказам. Крім того, повідомлення були опубліковані з різних населених пунктів Галичини та Закарпатської України, літературних та історичних творів (зокрема, А. Петрушевича), лінгвістичних дискусій. Заголовки журналу включали таке: "Розмови", "Регіональний щоденник", "Листування". Журнал був розділений на офіційні та неофіційні частини. Починаючи з 1862 року, відкривається заголовок сторони Онгурського-Руї, який публікує матеріали про Закарпаття, відродження русинства. Зокрема, в 1863 році, в одній із статей заголовків, написаних певним єпископом Василем, є слова, які характеризують ситуацію з друкованими публікаціями в Закарпатті у ХІХ столітті:
|  | «Народь єсьме, и ним держатися любеме, бо владієм власним язиком, звичаями и письменностію. Но як ми дбаємь о тоть наш языкь, о словесность, то показуєть, же не маємь ни одной своєй часописи… оу нась би писателей небраковало. Но в сожаленію лише читательства мало… ми кажемь обох не достає… же мало писателей оу нась, доказують редкоє оучаствованіє в иньшыхь часописах, которіи радо одступають нам містця. Если немаємь власного органа, то воспользоватися би надься сусіднім братським полемь…» [11, с. 24]". |

Журнал займав консервативні позиції, виступав як проти ранніх народників, так і проти церковно-обрядового руху та русофільських декларацій у журналі «Слово» 1866 року.

## Примірники
- Вістник для Русинів Австрійської Держави. – 1852. – ч. 1